# Scheden
Scheden là một đô thị ở huyện Göttingen, bang Niedersachsen, Đức. Đô thị này có diện tích 26,69 km². Đô thị Scheden có 3 làng: Scheden, Meensen, và Dankelshausen.